# Rangers Football Club 2015-2016
Questa voce raccoglie le informazioni riguardanti il Rangers Football Club nelle competizioni ufficiali della stagione 2015-2016.

## Stagione
- In Scottish Championship i Rangers si classificano al primo posto (81 punti), vincono per la 1ª volta la seconda serie e sono promossi in Scottish Premiership, in cui tornano dopo quattro anni.
- In Scottish Cup perdono la finale contro l'Hibernian (2-3).
- In Scottish League Cup sono eliminati al terzo turno dal St. Johnstone (1-0).

## Maglie e sponsor
| Casa | Trasferta | Terza divisa |

## Rosa
| N. |                        | Ruolo | Calciatore             |
| -- | ---------------------- | ----- | ---------------------- |
| 2  | Inghilterra (bandiera) | D     | James Tavernier        |
| 4  | Irlanda (bandiera)     | D     | Rob Kiernan            |
| 5  | Scozia (bandiera)      | D     | Lee Wallace (capitano) |
| 6  | Inghilterra (bandiera) | D     | Dominic Ball           |
| 7  | Inghilterra (bandiera) | C     | Nicky Law              |
| 8  | Stati Uniti (bandiera) | C     | Gedion Zelalem         |
| 9  | Scozia (bandiera)      | A     | Kenny Miller           |
| 10 | Inghilterra (bandiera) | C     | Nathan Oduwa           |
| 11 | Scozia (bandiera)      | C     | David Templeton        |
| 14 | Scozia (bandiera)      | A     | Nicky Clark            |
| 15 | Inghilterra (bandiera) | C     | Harry Forrester        |
| 16 | Scozia (bandiera)      | C     | Andy Halliday          |

| N. |                             | Ruolo | Calciatore         |
| -- | --------------------------- | ----- | ------------------ |
| 17 | Irlanda (bandiera)          | C     | Billy King         |
| 19 | Scozia (bandiera)           | C     | Barrie McKay       |
| 22 | Irlanda del Nord (bandiera) | A     | Dean Shiels        |
| 23 | Scozia (bandiera)           | C     | Jason Holt         |
| 25 | Inghilterra (bandiera)      | P     | Wes Foderingham    |
| 27 | Scozia (bandiera)           | D     | Danny Wilson       |
| 29 | Scozia (bandiera)           | A     | Michael O'Halloran |
| 33 | Inghilterra (bandiera)      | A     | Martyn Waghorn     |
| 42 | Scozia (bandiera)           | A     | Ryan Hardie        |
| 45 | Irlanda del Nord (bandiera) | A     | Jordan Thompson    |
| 48 | Scozia (bandiera)           | C     | Tom Walsh          |
| 62 | Scozia (bandiera)           | C     | Liam Burt          |